# Vishnuprasad Chunilal Trivedi
Vishnuprasad Chunilal Trivedi fue un diplomático indio.
- En 1940 entró al Indian Civil Service (British India).
- De 1950 a 1953 fue primer secretario de embajada en Tokio.
- De 1955 a 1959 fue consejero de embajada en Londres.
- De 1959 a 1960 fue Alto Comisionado adjunto en Daca (Pakistán Oriental).
- De 1960 a 1961 actuó como Alto Comisionado en Karachi (Pakistán)[1]
- De 1961 a 1964 fue secretario de enlace en el Ministerio de Asuntos Exteriores (India).
- De 1962 a 1963 y de 1965 a 1967 fue representante del gobierno de la India ante el Consejo Económico y Social de las Naciones Unidas.
- De 30 de diciembre de 1964 al 23 de diciembre de 1967 fue embajador en Berna con coacredición ante la Santa Sede, el Eighteen Nation Committee on Disarmament y fue Líder de la delegación de la India ante la Conferencia de desarme en Ginebra.
- En 1965 fue representante del gobierno de la India ante la en:Conference of the Committee on Disarmament.
- En 1966 fue representante del gobierno de la India ante la Conferencia del Pacto Internacional de Derechos Civiles y Políticos.
- En 1963, 1965 y 1966 fue representante del gobierno de la India ante la Asamblea General de las Naciones Unidas.
- De 1970 a 1971 fue embajador en Viena con coacredición como gobernador ante el Organismo Internacional de Energía Atómica.
- En 1972 fue en:Foreign Secretary (India).[2]